# 우정 (1973년 영화)
"우정"은 1973년에 개봉한 대한민국의 영화이다.

## 캐스팅
- 김희라
- 나훈아
- 박노식
- 허장강
- 트위스트 김
- 황해
- 독고성
- 나오미
- 안인숙
- 오경아
- 배삼룡
- 권오상
- 박동룡
- 김홍규
- 김영인
- 한명환
- 조춘
- 황건
- 최재호
- 조윤철
- 장일식
- 김민수
- 김웅
- 김승남
- 조덕성
- 이영호
- 이예성
- 남방운
- 백영효 (특별출연)
- 남상규 (특별출연)
- 상승원 (특별출연)